# Titelberg

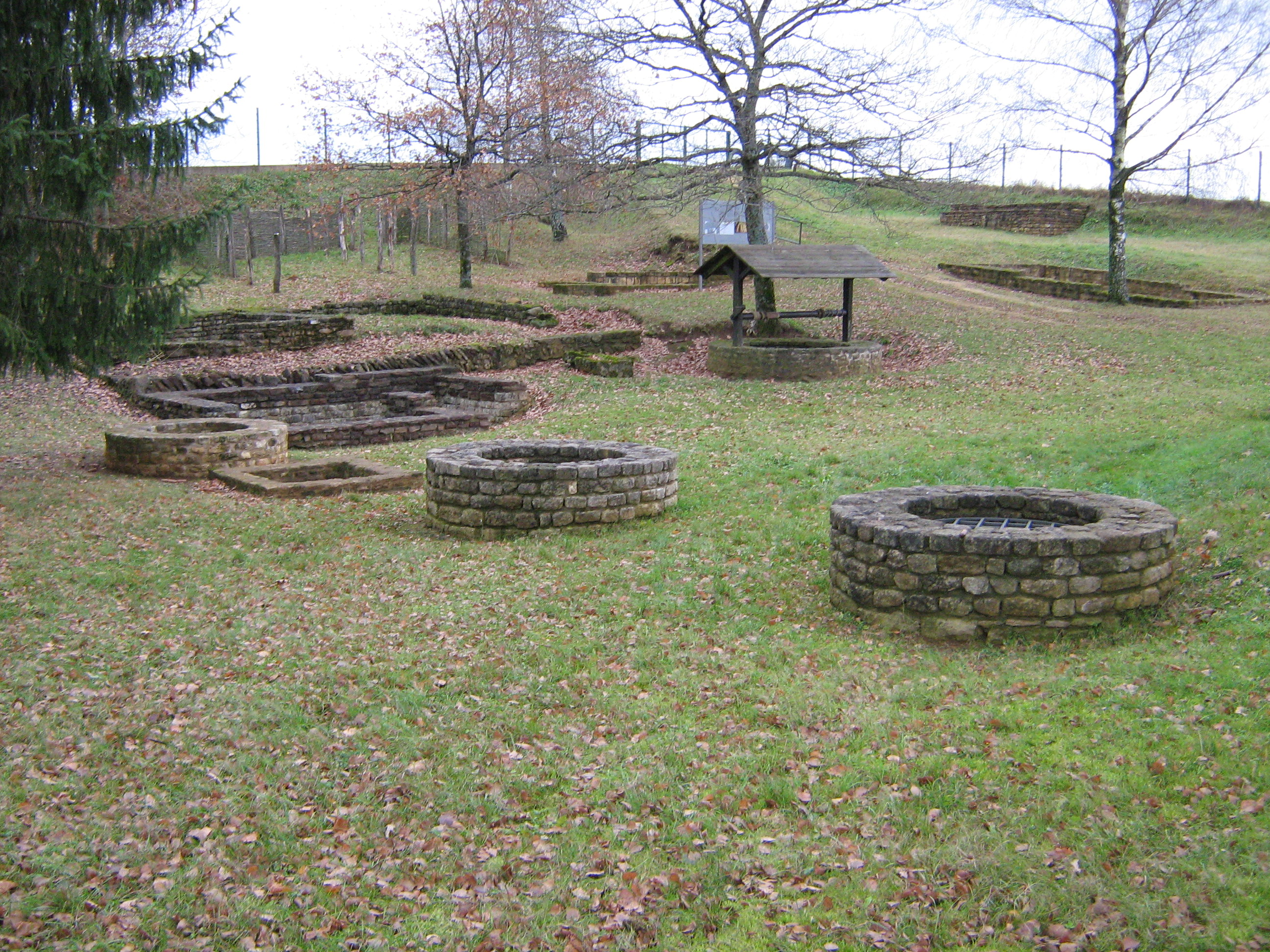
Titelberg: cimientos en la zona residencial

Titelberg ( en luxemburgués: Tëtelbierg   ) es el sitio de un gran asentamiento celta u oppidum en el extremo suroeste de Luxemburgo . En el siglo I a. C., esta próspera comunidad fue probablemente la capital del pueblo de los tréveros . Por lo tanto, el sitio proporciona evidencia contundente de la civilización urbana en lo que hoy es Luxemburgo mucho antes de la conquista romana.

## Geografía
El sitio se encuentra a unos 3 km al suroeste de Pétange y 3 km al noroeste de Differdange en una meseta desnuda a unos 390 m sobre el nivel del mar. Está rodeado por empinadas laderas boscosas que descienden hasta Chiers, cien metros más abajo. Se puede llegar desde Niedercorn tomando la carretera a Roudenhaff y girando a la derecha hacia Fond de Gras.

## Antecedentes

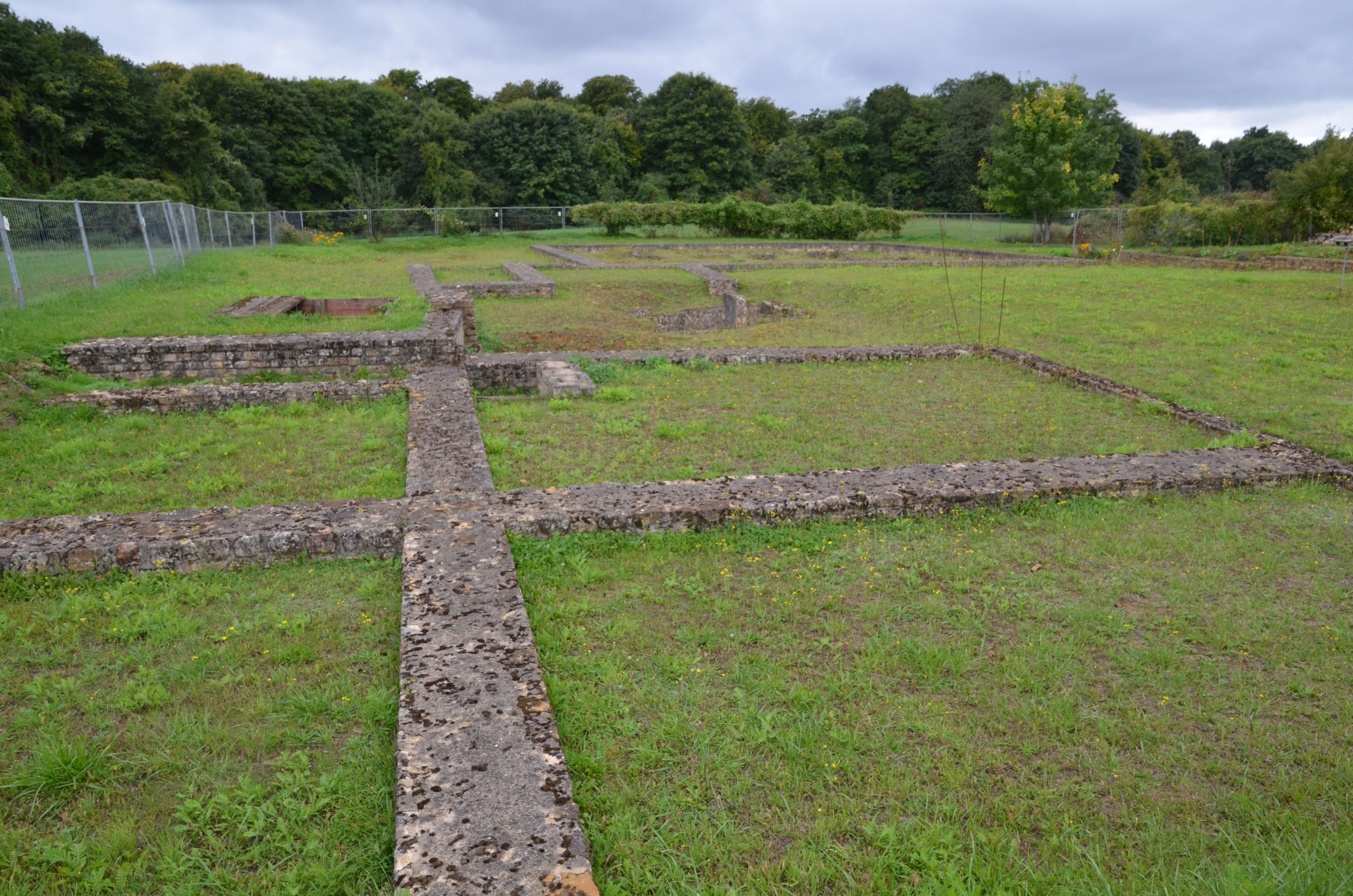
Cimientos de edificios en Titelberg

Los celtas habitaron grandes áreas de Europa desde el Danubio hasta el Rin y el Ródano durante los siglos VI al I a. C., un período a veces denominado La Tène, un sitio en Suiza donde se descubrieron por primera vez restos celtas continentales. Fue alrededor del año 100 a. C. cuando los tréveros, una de las tribus celtas, entró en un período de prosperidad. Construyeron varios asentamientos u oppida cerca del valle del Mosela en lo que hoy es el sur de Luxemburgo, el oeste de Alemania y el este de Francia. Titelberg fue, con mucho, el más grande de los asentamientos de los tréveros, sin duda como resultado de su proximidad a dos de las vías de comunicación celtas más importantes, una desde el sur que conectaba el Ródano con el alto Mosela y el norte, la otra que conducía a Reims y al Oeste. Otro atractivo era el mineral de hierro que se podía extraer en las inmediaciones.

## El sitio
Con una superficie de unas 50 ha, la meseta de Titelberg de forma ovalada tiene aproximadamente 1 km de largo (NOa SE) y 500 m de ancho. Estuvo ocupada continuamente durante 700 años desde aproximadamente el 300 a. C. Existe evidencia de asentamientos esporádicos que se remontan incluso más atrás, quizás hasta el año 2000 a. C. o antes. A partir del siglo I a. C. y durante el período galorromano, los cimientos de mampostería sustituyeron a las construcciones anteriores menos duraderas. Estos, junto con las murallas de tierra de 9 m de altura alrededor de la periferia, demuestran claramente la importancia del oppidum celta que parece haber sido la sede de los jefes tréveros.
Aunque se había mostrado cierto interés en el sitio en 1928, las excavaciones arqueológicas serias comenzaron en 1968 y continúan actualmente. Estas han sido coordinadas por el Museo Nacional de Historia y Arte de Luxemburgo con la asistencia de especialistas de la Universidad de Misuri. En particular, las excavaciones han desenterrado la principal zona residencial en el centro de la meseta y el área pública o recreativa, unos cientos de metros al sureste. Ambos se encuentran al oeste del camino de la zona a través del sitio que sigue el camino de la antigua carretera celta/romana. También hay evidencia de actividades de trabajo en metal y acuñación de monedas mucho antes de la conquista romana

### Período celta
Aunque hay pruebas de que el sitio estaba probablemente habitado desde el año 2000 a. C., los comienzos de la civilización urbana se remontan ciertamente al siglo II a. C., cuando había talleres de elaboración de bronce en el sitio. En los siglos I a. C. y I d. C., el oppidum se había convertido en una comunidad civilizada que comerciaba con otros centros galos. Los nobles tréveros parecen haber ocupado las viviendas del centro de la meseta. Las tumbas celtas excavadas en los alrededores, concretamente en Clemencia, en Scheierheck, cerca de Goeblange, y en Kreckelbierg, cerca de Nospelt, contienen una serie de artículos como jarras de vino, espuelas, cuchillos, lanzas y lámparas de aceite que dan testimonio de que los enterrados pertenecían a la aristocracia.
Todo el sitio estaba originalmente rodeado por murallas reforzadas de 10 m de altura, a veces llamadas murallas galas, con puertas fortificadas en cada extremo del camino que atraviesa el sitio. Las murallas fueron posteriormente eliminadas en gran parte por los romanos, excepto en el extremo SE, donde todavía se pueden observar.
Un profundo foso de 4 m de ancho, perpendicular a la calzada, separaba el espacio residencial del espacio público. El área residencial que cubría alrededor de 30 ha consistía en casas rectangulares, 14 m de largo por 8 m de ancho, construidas con mampostería ligera. Estaban equipadas con chimeneas y, a veces, hornos. En el espacio público se han encontrado los restos de una gran sala, de 14 m cuadrados. Este podría haber sido un lugar de encuentro con fines políticos o religiosos.
Uno de los hallazgos más importantes en Titelberg ha sido una gran cantidad de monedas celtas que provienen no solo de los mismos tréveros sino de varias otras tribus celtas. Esto indica que fue un centro de comercio durante el período celta. Además, cerca de la zona residencial también se han excavado instalaciones para la acuñación de monedas, que parecen haber sido utilizadas durante un período prolongado.
También se han encontrado en el sitio un gran número de fíbulas celtas y galo-romanas. En una multitud de formas y tamaños diferentes, estos broches de bronce, a veces con bisagras, se usaban como broches ornamentales o para unir prendas.

### Período galorromano
Aproximadamente 20 años después de la conquista romana, el oppidum celta fue completamente remodelado y se construyeron dos calles perpendiculares a la principal. Las casas también fueron reemplazadas por edificios romanos que tenían cimientos de piedra y sótanos. Sin embargo, estos fueron demolidos generalmente dos décadas después, cuando los romanos trasladaron su centro de interés de Titelberg a Tréveris.
Los tréveros, aparentemente adoptaron la cultura y la religión romana con bastante facilidad. Titelberg, aunque ya no era una capital, se convirtió en un próspero vicus con una serie de actividades, especialmente la elaboración de metales. En particular, la acuñación de monedas y la fundición se extendieron al menos hasta alrededor del año 337, ya que una de las monedas encontradas en el lugar de la fundición tiene la semejanza con la figura de Constantino II. En el área pública se construyó un templo galo-romano de forma cuadrada que posteriormente se amplió con un porche cubierto por todos los lados.

## Sitios similares
Titelberg se parece a varios otros sitios de oppidum celtas. En particular, Bibracte, probablemente la capital de los heduos, cerca de Autun en Francia tiene dimensiones y fortificaciones similares. Manching en Baviera es un sitio considerablemente más grande y Ensérune cerca de Béziers en el sur de Francia también tiene una posición en la cima de una colina.